# Dis:orient
dis:orient (früher Alsharq) ist eine unabhängige Plattform junger Wissenschaftler und Journalisten mit Schwerpunkt auf den Ländern Westasiens und Nordafrikas. dis:orient ist als gemeinnütziger Verein organisiert und betreibt politische Bildung sowie ein  Online-Magazin. Im Jahr 2019 fusionierte Alsharq e. V. mit dem Verein Liqa und änderte seinen Namen in dis:orient. Aus dem Ursprungsprojekt ging zudem der Reiseveranstalter Alsharq Reise GmbH hervor, der politische Studienreisen organisiert.

## Geschichte
Der Blog Alsharq (الشرق, DMG aš-šarq, arabisch = „der Osten“) wurde im August 2005 von Christoph Sydow (1985–2020), Christoph Dinkelaker und Robert Chatterjee gegründet. Motivation dafür war ihre Wahrnehmung, dass Nachrichten über den Nahen und Mittleren Osten in deutschen Medien häufig verkürzt und aus eurozentrischer Perspektive dargestellt werden. Im November 2008 gewann Alsharq den User-Preis zum „Best German Weblog“ bei den Best of the Blogs (BoB-)Awards der Deutschen Welle. Im Jahr 2013 wurde der Blog für den Grimme-Online-Award nominiert.
Beiträge von dis:orient-Mitgliedern erschienen in überregionalen deutschsprachigen Medien, unter anderem Die Zeit, taz, Tagesspiegel, Deutschlandfunk, Zeit Online oder Spiegel Online.

## dis:orient e.V.
Das Online-Magazin dis:orient veröffentlicht überwiegend auf Deutsch, gelegentlich auch auf Englisch. Ein Großteil der Artikel sind Analysen zu Staaten der Region, teils von Redaktionsmitgliedern und teils von Gastautorinnen und -autoren verfasst. Artikelserien kommen zu bestimmten Ereignissen vor, z. B. zum 20. Jahrestag des Oslo-Abkommens oder zum 50. Jahrestag des Sechstagekriegs. Ein häufig wiederkehrendes Element sind Presseschauen von Medien aus der Region anlässlich bedeutender Ereignisse, ebenso wie Rezensionen und Gastkommentare.

## Alsharq Reise GmbH
Im Jahr 2010 organisierte das Alsharq-Team eine erste politische Studienreise in den Libanon. Neben der Aufarbeitung geschichtlicher und kultureller Hintergründe stehen bei den Studienreisen insbesondere Begegnungen und Austausch mit der Zivilgesellschaft im Vordergrund. Mitgründer Christoph Dinkelaker sagte 2017 zum Konzept der Alsharq-Reisen: „In Europa verbindet man die Region vor allem mit Krisen, Krieg und Katastrophen. Wir wollen den Fokus stärker auf die Dinge richten, die in der Berichterstattung zu kurz kommen.“
Seit 2010 hat Alsharq politische Studienreisen in folgenden Ländern durchgeführt: Albanien, Ägypten, Bosnien-Herzegowina, Iran, Israel/Palästinensische Autonomiegebiete, Jordanien, Kurdistan-Irak, Libanon, Marokko, Myanmar, Oman, Pakistan, Tunesien, Türkei und Usbekistan.